# 천지창조 (비디오 게임)
《천지창조》(일본어: 天地創造)는 퀸텟이 개발하고 에닉스가 배급한 액션 롤플레잉 게임이다. 1995년 10월 20일 일본에서 출시됐으며, 1996년 닌텐도가 유럽 지역에 《테라니그마》(Terranigma)라는 제목으로 발매했다. 《소울 블레이저》, 《가이아 환상기》에 이어 퀀텟이 발매한 세번째이자 마지막 슈퍼 패미컴 롤플레잉 게임이다.
천지창조 신화를 모티브로 한 이야기와 슈퍼 패미컴의 성능을 살린 미려한 그래픽, 환상풍의 음악으로 슈퍼 패미컴 후기를 장식한 작품으로 하나로 꼽혔다.

## 캐릭터
지저의 아크 (地裏のアーク)
이야기의 주인공. 장난자로 응석인 성격. 판도라의 상자를 열어 버린 것에 의해 천지창조의 사명을 띤다.
다크 가이아가 천지창조를 위해, 일찍이 당신을 넘어뜨린 영웅의 기억을 바탕으로 크리스탈 블루로 만들어 낸 카피 인간이었지만, 겉의 아크의 영혼에 의해 빛이 힘을 얻고, 운명의 고리의 밖의 존재인 「빛과 어둠의 사자」로 다시 태어난다.
마을에서는 물에 들어갈 기회가 없었기 때문에 헤엄칠 수 없다.
지저의 요미 (地裏のヨミ)
분홍색의 기묘한 생물. 판도라 상자 안에 갇혀 있었지만 아크에 의해 해방된 이후 파트너로서 아크와 함께 여행을 한다.
지저의 요미는 장로의 부하로 아크가 계획대로 천지창조의 사명을 완수하게 하기 위한 존재였다.
지저의 엘 (地裏のエル)
아크의 소꿉친구의 마음 상냥한 여자 아이.
마을 제일의 기직이기도 하다.
영웅과 함께 있던 전생 엘의 복제로, 아크가 불필요하게 되었을 때 죽이게 하기 위한 존재였다.
지표의 아크 (地表のアーク)
빛의 사자.
생전엔, 무술에 뛰어난 아스타리카의 소년으로, 전생 엘의 상태를 보러 가서 의식의 성배의 야로를 마셨다.
아스타리카의 엘과 함께 아스타리카를 여행을 떠나, 이후 빛과 어둠의 힘을 가진 영웅으로서 다크 가이아를 봉했다. 두 번 다시 아스타리카로 돌아가진 않았고, 최후엔 남극의 드라이바레에 매장됐다.
지표의 요미 (地表のヨミ)
지표의 영웅의 무기와 방어구가 들어간 상자에 들어가 있다. 영웅을 이끄는 사명을 가지지만, 지저의 요미 못지않게 입이 거칠다.
일찍이 생물이 최초로 창조되었을 때는 모든 생물이 요미와 같은 모습을 하고 있었다.
지표의 엘 (地表のエル)
말을 할 수 없게 된 르와르의 공주로, 주인공 아크조차 놀랄 정도 지저의 엘을 쏙 빼닮은 모습이다.
콜럼버스로부터 영웅의 무기를 맡게 된 마을의 유일한 생존자.「영웅의 무기」를 노리고 르와르 왕이 마을을 습격했지만 찾아낼 수 없었기 때문에, 르와르 왕은 살아 남았지만 쇼크로 이야기할 수 없게 된 엘에게서 「영웅의 무기」의 소재를 캐내기 위해 자신의 양녀로 삼았다.
전생에서는 아스타리카의 의식에서 힘과 불사를 손에 넣었지만 동시에 마음의 어두운 면이 표출, 1년 간 죽음에의 공포에 계속 노출됨으로 인해 부족을 원망해 피라와 로이를 죽였다. 후에 겉의 아크와 함께 여행을 떠나, 두 번 다시 아스타리카에는 돌아가지 않았다.
장로 (長老)
아크의 양친이기도 한 크리스탈 홀름의 장로.
아크에 천지창조의 사명을 전한다. 그 정체는 다크 가이아.
무기 (武器)
판도라의 상자에 들어가 있어 「무기」라고 하는 개념 그 자체와 같은 존재. 일찍이 사람은 「무기」를 손에 넣은 것에 의해, 동물을 사냥해 그 테리터리를 펼쳤다고 한다.
아크가 손에 들면 「크리스탈의 창」이 되었다.
탑의 파수꾼 (塔の番人)
지표로부터 온 5개의 빛. 검은 망토에 가면을 붙인 모습을 하고 있다.
라 (ラー)
생명의 근원인 대목. 마물에 기생되고 힘을 잃고 있다.
킹 버드의 왕 (キングバードの王)
새의 왕.
라임 (ライム)
아기 라이온. 동물의 왕 네오의 아들.
쿠마리 (クマリ)
전생의 기억을 잃는 일 없이 전생 계속 하는 현인신. 아크를 도와 이끈다.
메이호우 (メイホウ)
쿠마리의 제자로, 일찍이 「별의 조각」을 찾아 온 세상을 여행했다. 천리안의 힘으로 아크를 돕는다.
전생은 아스타리카의 신관 메이라.
메이린 (メイリン)
메이호우의 손녀.
환상을 만들어내는 능력을 가지고 있다. 부모님은 로우란의 전란으로 죽고 있어 개 터보를 데리고 있다.
전생은 아스타리카의 신관 메이라를 시중드는 신관 메이리아.
피더 (フィーダ)
엘 왕녀를 호위하는 여자 검사. 루왈의 왕에게 주워져 자란 경위를 가진다. 매우 고지식한 성격으로, 지표의 엘을 지키는 것에 무엇보다도 집착 하고 있다. 그 이유는 왕의 명령에 의해 자신의 손으로 살해한 엘의 부모님에게의 속죄를 위해서다.
전생은 아스타리카의 신관 피라. 로이와는 사랑하는 사이였다.
로이드 (ロイド)
용병. 친구를 벨루가의 손에 살해당하고 있어 복수를 생각하고 있다. 불쾌한 성격이지만 도리에 두껍고, 시니컬한 언동의 멋쟁이 남자.
전생은 아스타리카의 신관 로이. 피라와는 사랑하는 사이이며, 인간다움으로서 전생의 엘에 「사랑」을 나타냈다.
콜럼버스 (コロンブス)
항해방법을 발달시켜 미국 대륙을 발견했지만, 귀국후 스페인의 여왕에게 잡혔다.
모두 항해한 왕자가 죽은 때문이라고 말해지지만 , 실은 미국 대륙에서 「영웅의 무기」가 들어간 상자를 찾아내고, 지표의 엘의 고향의 마을의 사람들에게 숨기도록 맡겼기 때문에, 「영웅의 무기」를 노리는 여왕에게 유폐 되어 고문을 받았다.
페루루 (ペルル)
프리덤 스케이드보드 소년.
전생은 아스타리카의 신관 메이라를 시중드는 신관 페라.
벨루가 (ベルーガ)
천재 과학자.
아크가 세계를 부활시키기 이전의 세계에서, 다크 가이아에 따라서 세균병기로 필요없다고 생각하는 인간을 대부분 죽였지만, 대지가 세계로부터 없어져 콜드 슬립으로 자고 있었다.
다크 가이아가 바라는 세계를 만들려고 하고 있어, 자면서, 인공지능등에 의해서 그랜드 모스크에서 신자를 늘리고 있었다. 루왈의 왕이나 실바인의 여왕 마리, 드라군 성의 원이 「영웅의 무기」를 노렸던 것도 벨가의 계획에 의하는 것이다.
다크 가이아 (ダークガイア)
지구가 가지는 2개의 의사 중 하나로, 지구의 뒤의 얼굴이며, 파괴를 맡아, 지저를 영토로 삼고 있다. 역할을 끝낸 것에 멸망의 운명을 주는 것을 사명으로 해, 「어둠의 별」 「악마」등으로 불리고 있다.
11시 59분을 지나면 0시로 돌아오는 반복해지는 창조와 파괴의 운명에는 부정적으로, 선택된 사람만이 불사를 얻어 정지한 '13시'라고도 말할 수 있는 세계를 만들어, 파괴도 창조도 없는 1개의 의사로 통일된 별로 하려고 하고 있다.과거에도 몇 번이나 '13시'의 세계를 만들려고 했지만, 영웅에 의해서 봉인되거나 세계를 멸망시켜 버리는 등 실패해왔다.
라이트 가이아 (ライトガイア)
지구가 가지는 2개의 의사 중 하나. 지구의 겉의 얼굴이며, 창조나 발전을 맡는다.
이른바 「창조신」이라고 불리는 존재이다.h